# Ivan Lewis
Pour les articles homonymes, voir Lewis.
Ivan Lewis (né le 4 mars 1967) est un homme politique britannique qui est membre du parlement pour la circonscription de Bury South de 1997 à 2019. Ancien membre du Parti travailliste, Lewis siège en tant qu'indépendant de 2018 à 2019 après avoir été suspendu du Parti travailliste après avoir été impliqué dans les allégations d'inconduite sexuelle de Westminster en 2017.
Après avoir occupé divers postes ministériels, y compris les affaires étrangères, le développement mondial, l'éducation et la santé sous les premiers ministres Tony Blair et Gordon Brown de 2001 à 2010, Lewis est secrétaire d'État fictif à la culture, aux médias et aux sports jusqu'en octobre 2011, date à laquelle il est nommé Secrétaire d'État fantôme au développement international. Lors du remaniement du cabinet fantôme d'octobre 2013, il devient secrétaire d'État fantôme pour l'Irlande du Nord, mais ne conserve pas le poste lors du remaniement après que Jeremy Corbyn soit devenu le dirigeant travailliste le 13 septembre 2015.
Lewis est suspendu du Parti travailliste en novembre 2017 après des allégations d'inconduite sexuelle. Il quitte le Parti travailliste en décembre 2018, invoquant ses préoccupations concernant l'antisémitisme au sein du parti et à la direction de Jeremy Corbyn ,,. Aux élections générales de 2019, il se présente en tant que candidat indépendant, mais au cours de la campagne, il exhorte les électeurs à soutenir le candidat conservateur, Christian Wakeford, invoquant ses préoccupations concernant le leadership et le manifeste du Labour. Wakeford remporte finalement le siège sur le Parti travailliste.

## Jeunesse et carrière
Lewis est né à Prestwich, dans la circonscription de Bury South qu'il représente plus tard, dans une famille juive britannique. Il fait ses études à la Manchester Jewish Day School de Prestwich (école primaire) et à la William Hulme Grammar School de Manchester, puis au Stand Sixth Form College et au Bury College. Avant son élection en 1997, il travaille dans le secteur bénévole de 1986 à 1997 pour le groupe de soutien des troubles d'apprentissage Contact Community Care Group et comme directeur général de la Manchester Jewish Federation.
Lewis est également conseiller au conseil de l'arrondissement métropolitain de Bury pour le quartier de Sedgley, élu en 1990 à 23 ans et occupe le poste de président du comité des services sociaux .

## Carrière politique

### Au gouvernement
Lewis est élu pour la première fois au Parlement lors de la victoire travailliste de 1997 avec un swing de 13% et une majorité de plus de 12 000 voix contre le conservateur sortant David Sumberg, qui occupe le siège depuis 1983. Il augmente sa majorité lors des élections générales de 2001. Il est secrétaire parlementaire privé du secrétaire d'État au Commerce et à l'Industrie Stephen Byers de juillet 1999 à juin 2001.
Entre juin 2001 et juin 2002, Lewis est sous-secrétaire d'État parlementaire pour les jeunes et l'apprentissage au sein du ministère de l'Éducation et des compétences, puis de l'apprentissage et des compétences des adultes. De juin 2002 à mai 2005, il devient sous-secrétaire d'État aux compétences et à la formation professionnelle dans le même département.
En tant que ministre junior, Lewis est responsable du Livre blanc 21st Century Skills: Realizing our Potential, lancé en 2003. Il propose un soutien accru aux adultes cherchant à acquérir des qualifications techniques et artisanales là où il y avait des pénuries régionales de compétences, en supprimant la limite d'âge pour les apprentis modernes et en faisant des technologies de l'information et de la communication la troisième "compétence pour la vie" aux côtés de l'alphabétisation et du calcul .
Lewis participe à un programme visant à introduire des apprentissages pour les jeunes de 14 ans parallèlement à leur scolarité, faisant remarquer que la Grande-Bretagne devait remettre en question les attitudes «uniquement snob» à l'égard de l'enseignement professionnel .
Lewis est ensuite Secrétaire économique du Trésor de mai 2005 à mai 2006. Il est transféré à un poste ministériel junior au ministère de la Santé lors du remaniement ministériel en mai 2006.
Le 29 juin 2007, lors du premier remaniement de Gordon Brown en tant que Premier ministre, il est reconduit au poste de sous-secrétaire d'État parlementaire au ministère de la Santé, le seul ministre subalterne à avoir survécu au remaniement au cours duquel il prend aussi la compétence sur les services de santé mentale.

### Ministre des services de soins 2006 à 2008
En tant que ministre des Services de soins, Lewis dirige l'introduction de Priorité aux personnes, la politique du gouvernement d'alors (acceptée par le nouveau gouvernement de coalition) visant à personnaliser la prestation de services de soins sociaux aux personnes âgées et aux personnes handicapées. La politique offrait aux adultes éligibles aux services de soins la possibilité de choisir leurs propres services de soins à partir d'un «budget personnel» et transférait certaines responsabilités du NHS aux conseils.
Lewis décrit ses propres changements de politique comme "sans doute la plus grande redistribution du pouvoir de l'État au citoyen que nous ayons jamais vue", tandis que David Brindle de The Guardian le félicite pour avoir fait "énormément" pour rehausser le profil de la protection sociale.
En mars 2008, Lewis avertit que le Parti travailliste perdait le contact avec les gens ordinaires sous la direction de Gordon Brown dans un article écrit pour Progress Online.

### Incident des textos
En 2008, le ministère de la Santé confirme que Lewis a présenté des excuses pour son comportement quand, en 2007, il a commencé à envoyer des messages texte de plus en plus intimes à Suzie Mason, ce qui l'a finalement conduit à chercher avec succès un autre poste au sein de la fonction publique avant de partir pour le secteur privé. Nick Cohen souligne dans The Observer du 14 septembre 2008 que les révélations sur la vie privée de Lewis font suite à des articles de Lewis qui constituaient des attaques codées contre Gordon Brown.
Dans son livre The End of the Party : The Rise and Fall of New Labour, le journaliste Andrew Rawnsley suggère que Lewis est une cible de "Gordon Brown's Hit Squad". En ce qui concerne l'histoire de Suzie Mason, Rawnsley écrit: «Pourtant, il y avait peu de députés travaillistes qui doutaient que l'histoire ait été plantée par le n ° 10, qui était au courant d'un rapport confidentiel de Whitehall sur le fonctionnaire. Le coup sur Lewis a stupéfié les ministres qui se considéraient comme irréprochables ". L'histoire est divulguée douze mois après les événements. Les hauts fonctionnaires traitant de la question Mason ont indiqué qu'aucune mesure ne devrait être prise contre Lewis.
L'ancien chef des communications de Gordon Brown, Damian McBride, avoue dans ses mémoires qu'il a réprimandé Lewis, alors ministre adjoint de la Santé, en 2008 pour avoir commenté la politique fiscale. Irrité, McBride a ensuite transmis aux News of the World une histoire sur Lewis qui aurait harcelé une jeune femme fonctionnaire dans son ministère. McBride a exprimé rétrospectivement de profonds remords, affirmant qu'il a été "un bâtard cruel, vindicatif et irréfléchi".

### Ministère des affaires étrangères et du Commonwealth
Le 3 octobre 2008, Lewis rejoint le Département du développement international (DfID). Là, il mène une campagne pour persuader d'autres gouvernements et agences multilatérales d'accorder la priorité à la santé maternelle.
Il y est resté jusqu'en juin 2009, date à laquelle il est promu ministre d'État aux Affaires étrangères et du Commonwealth. Lewis est responsable de la politique du Royaume-Uni au Moyen-Orient, des relations du Royaume-Uni avec les États-Unis et la Chine, la lutte contre le terrorisme et la contre-prolifération.
En 2009, The Guardian rapporte que, à la suite de sa promesse d'aider les utilisateurs britanniques du médicament « Vioxx » (produit par Merck ) avec des frais juridiques dans leur tentative de réclamer des dommages-intérêts, Lewis change d'avis dans les heures suivant un «effort de lobbying coûteux» de Merck. Il a été démontré que le Vioxx augmente le risque d'insuffisance cardiaque chez les utilisateurs .

### Dans l'opposition
En octobre 2010, Lewis est élu par ses collègues députés travaillistes au cabinet fantôme et nommé secrétaire d'État fantôme à la culture, aux médias et aux sports par le leader travailliste Ed Miliband.
En septembre 2011, Lewis a été reconduit au cabinet fantôme en tant que secrétaire d'État fantôme au développement international . Lewis est membre des Amis travaillistes d'Israël .
En octobre 2013, Lewis est transféré dans un remaniement du cabinet fantôme du portefeuille du développement international à celui de l'Irlande du Nord, ce qui est vu par de nombreux commentateurs comme une rétrogradation . Il remplit toutefois un engagement permanent pour décrire la vision du Labour sur le développement international à l'Université de Manchester, pendant la semaine politique de Manchester . Lors du remaniement du cabinet fantôme travailliste de septembre 2015 sous la direction du leader nouvellement élu Jeremy Corbyn, Lewis demande de continuer à occuper le poste de secrétaire d'État fantôme pour l'Irlande du Nord mais son offre est rejetée par Corbyn et il retourne à l'arrière-ban.
Lewis est l'une des figures clés qui a influencé la pensée et la direction politiques du Parti travailliste sous la direction d'Ed Miliband. Il est l'un des co-auteurs de la notion de "One Nation Labour", qui form" le fondement du discours liminaire de Miliband à la conférence du parti travailliste tenue à Manchester en septembre 2012.
Lewis a initialement lancé le concept dans un chapitre écrit pour The Purple Book, un recueil d'essais écrits par des personnalités principalement de haut niveau du Parti proposant de nouvelles idées politiques .
En février 2016, Lewis annonce son intention de solliciter l'investiture travailliste pour le poste de maire directement élu du Grand Manchester. Le 9 août 2016, le Parti travailliste annonce qu'Andy Burnham serait le candidat à la mairie.
Le 23 novembre 2017, le Parti travailliste suspend Lewis du parti, car il fait l'objet d'une enquête à la suite d'allégations de harcèlement sexuel ,. Le 20 décembre 2018, Lewis démissionne du Parti travailliste, invoquant le mécontentement du bilan du parti en matière d'antisémitisme et l'absence de progrès dans son processus disciplinaire ,,.